# Channa marulius
Channa marulius – gatunek słodkowodnej, drapieżnej ryby okoniokształtnej z rodziny żmijogłowowatych (Channidae). Poławiana gospodarczo i w wędkarstwie, prezentowana w akwariach publicznych.

## Występowanie
Indie, Chiny, Tajlandia, Kambodża i Pakistan.

## Opis
Największy gatunek w rodzinie żmijogłowów. W naturze dorasta do 180 cm (przeciętnie do 120 cm) długości, osiągając masę ciała ok. 30 kg. Żywi się głównie rybami, żabami, wężami i owadami.
W literaturze oraz serwisach akwarystycznych spotykane są opisy tego gatunku jako ryby akwariowej. Channa marulius jest jednak rybą szybko rosnącą – osiągającą ok. 30 cm w pierwszym roku życia – i bardzo drapieżną.